# Choix
Choix, San Ignacio de Choix – miasto w północnej części meksykańskiego stanu Sinaloa, położone w odległości około 120 kilometrów od wybrzeża Pacyfiku nad Zatoką Kalifornijską. Choix leży w dolinie rzeki Río Fuerte, meandrującej u podnóża Sierra Madre Occidental. Miasteczko w 2005 roku liczyło 8135 mieszkańców.

## Gmina Choix

Położenie gminy Choix na mapie stanu Sinaloa

Miasto jest siedzibą władz gminy Choix, jednej z 18 gmin w stanie Sinaloa. Granice gminy są jednocześnie granicami ze stanami Chihuahua i Sonora. Według spisu z 2005 roku ludność gminy liczyła 29 355 mieszkańców. Gminę utworzono w 1917 roku decyzją gubernatora stanu Sinaloa.
Ludność gminy jest zatrudniona według ważności w następujących gałęziach: rolnictwie, hodowli, leśnictwie, przemyśle, górnictwie i usługach turystycznych. Najczęściej uprawia się, orzeszki ziemne, soję, sezam i fasolę, a przemysł to głównie metalowy powiązany z wydobyciem srebra, złota, miedzi, cynku i ołowiu.